# Keith Forsey
Keith Forsey (Londres, 2 de enero de 1948) es un músico, compositor y productor musical de pop británico.

## Biografía
Forsey comenzó su carrera como percusionista a mediados de los 60 como batería para The Spectrum y de la Orquesta Panik de Udo Lindenberg hasta 1976. En ese tiempo, también hizo de percusionista de Amon Düül II. A finales de los 70, fue pionero en el mundo disco, trabajando para artistas como Lipstique, Claudja Barry, La Bionda, the Italo Disco Inventors y Boney M. Se convirtió en el batería de Giorgio Moroder y tocó en discos como Bad Girls de Donna Summer y "No. 1 in Heaven" de Sparks'. Forsey también tuvo su propia banda, Trax, una especie de proyectos junto a Pete Bellotte, que no tuvo mucha popularidad. Forsey estuvo influenciado por Moroder y comenzó a experimentar con ritmos electrónicos y ritmos dance europeos.
Como Moroder, Forsey comenzó a producir sus propios álbumes, y en 1982 produjo el debut de Billy Idol, Billy Idol y el disco revolucionario de Icehouse Primitive Man. Siguió trabajando para Idol con Rebel Yell en 1983, donde llegó aún más lejos, combinando el efecto de Forsey del pop sintetizado con el punk y el sonido heavy metal del guitarrista Steve Stevens. En 1983, fue el año en que Forsey se estableció como productor. Coesbrició "Flashdance... What a Feeling" junto a Moroder y Irene Cara, que era la que interpretaba la canción para la película Flashdance. En 1984, la canción consiguió el Óscar a la mejor canción original. La popularidad de Flashdance hizo que coescribiera para canciones de éxito como Ghostbusters, Beverly Hills Cop, La historia interminable y The Breakfast Club. EL éxito de 1985 "Don't You (Forget About Me)" de The Breakfast Club fue ofrecida a Simple Minds, que rechazó interpretarla. Pero después de pasar por Bryan Ferry, Billy Idol y otros intérpretes, Simple Minds lo reconsideró y fue toto un éxito.
En 1986, Forsey produjo el álbum de debut de la joven prodigio Charlie Sexton. En 2003, Forsey produjo a la banda estadounidense Rooney.

## Premios y distinciones
Premios Óscar
| Año  | Categoría              | Canción                        | Película                       | Resultado |
| ---- | ---------------------- | ------------------------------ | ------------------------------ | --------- |
| 1984 | Mejor canción original | «Flashdance... What a Feeling» | Flashdance                     | Ganador   |
| 1988 | Mejor canción original | «Shakedown»                    | Superdetective en Hollywood II | Nominado  |